# Nalanthamala madreeya
Nalanthamala madreeya är en svampart som beskrevs av Subram. 1956. Nalanthamala madreeya ingår i släktet Nalanthamala och familjen Nectriaceae.   Inga underarter finns listade i Catalogue of Life.